# ميت حبيب
قرية ميت حبيب هي إحدى القرى التابعة لمركز بلبيس في محافظة الشرقية في جمهورية مصر العربية. حسب إحصاءات سنة 2006، بلغ إجمالي السكان في ميت حبيب 4635 نسمة، منهم 2393 رجل و2242 امرأة.

## التاريخ
قرية ميت حبيب من القرى القديمة، حيث وردت باسم «منية حبيب» في أعمال الشرقية ضمن قرى الروك الصلاحي التي أحصاها ابن مماتي في كتاب قوانين الدواوين، كما وردت باسم «منية حبيب» في أعمال الشرقية ضمن قرى الروك الناصري التي أحصاها ابن الجيعان في كتاب «التحفة السنية بأسماء البلاد المصرية». وفي العصر العثماني ورد اسم «منية حبيب» في التربيع العثماني الذي أجراه الوالي العثماني سليمان باشا الخادم في عصر السلطان العثماني سليمان القانوني ضمن قرى ولاية الشرقية، وفي تاريخ 1228هـ/1813م الذي عدّ قرى مصر بعد المسح الذي قام به محمد علي باشا باسم «ميت حبيب» ضمن قرى مديرية الشرقية. ويُذكر أن قرية ابن مماتي وابن الجيعان ذكرا منية حبيب مجموعة مع منية حمل أي أنهما كانتا قرية واحدة في زمن الأرواك الصلاحي والحسامي والناصري، قبل أن يفصل بينهما التربيع العثماني.